# 默古拉伊爾韋伊鄉
47°23′N 24°48′E / 47.383°N 24.800°E
默古拉伊爾韋伊鄉（羅馬尼亞語：Comuna Măgura Ilvei, Bistrița-Năsăud），是羅馬尼亞的鄉份，位於該國西北部，由比斯特里察-訥瑟烏德縣負責管轄，面積28平方公里，海拔高度554米，2007年人口2,131，人口密度每平方公里76人。